# Gardzienice

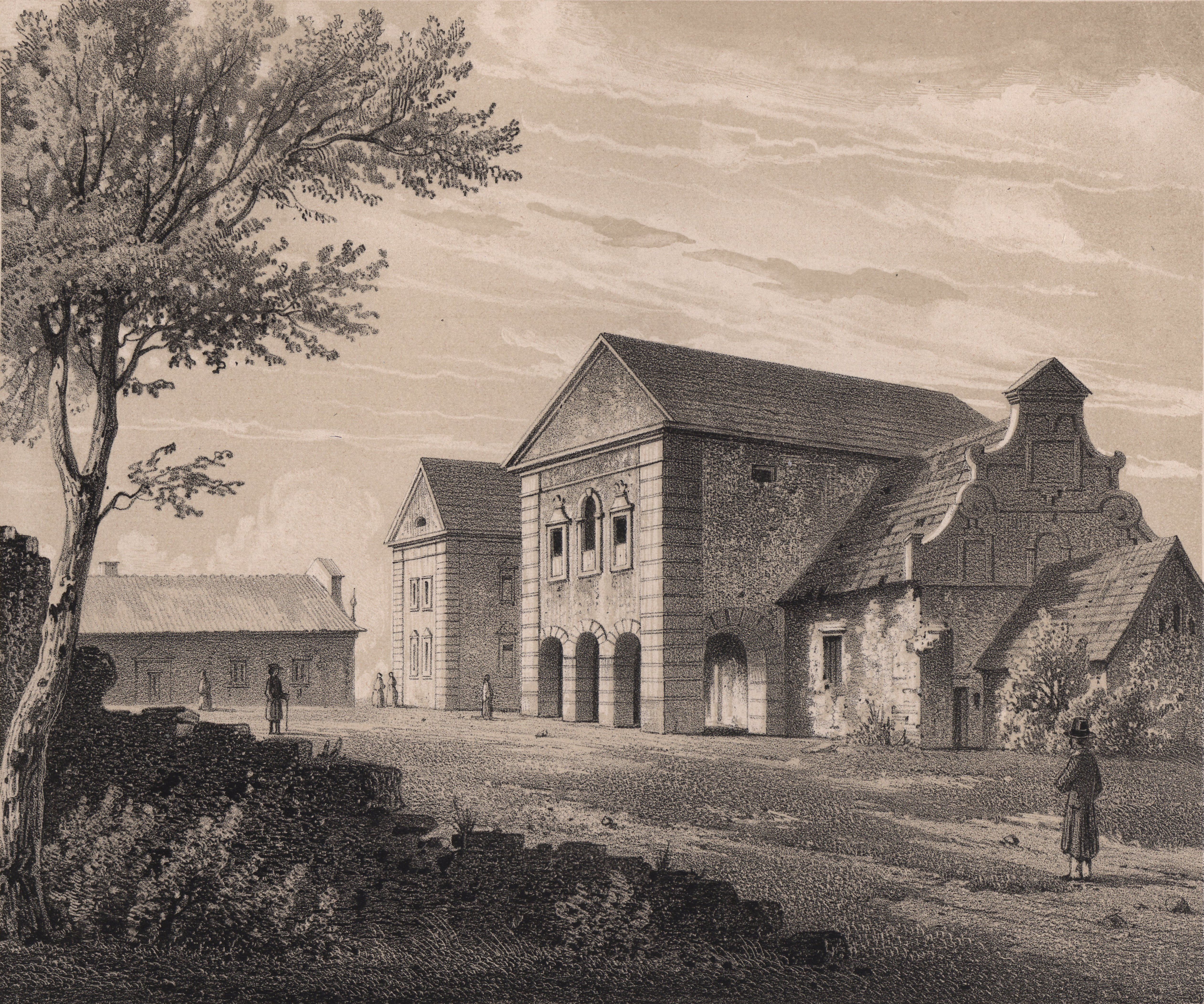
Pałac w Gardzienicach na litografii Adama Lerue (ok. 1858)

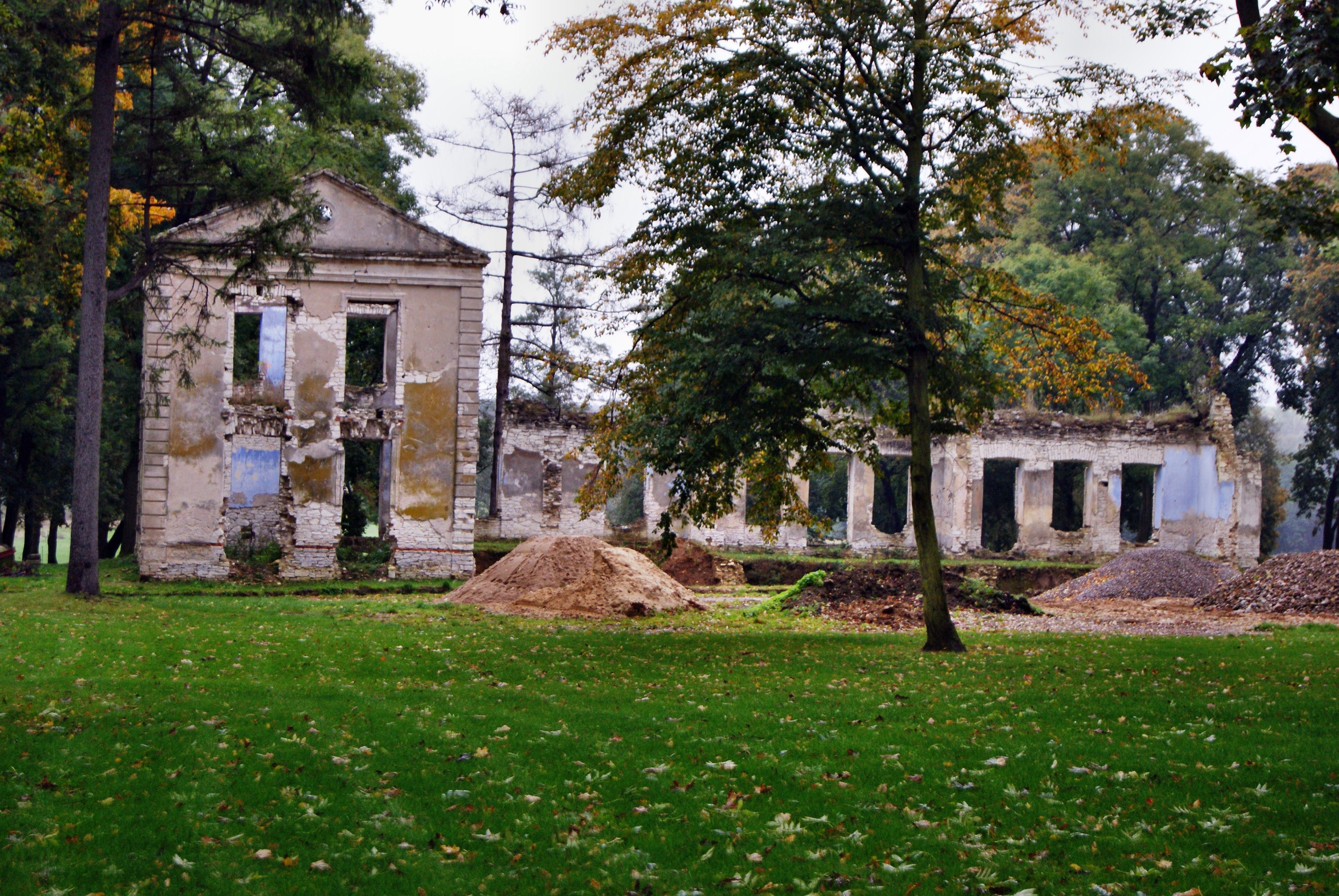
Ruiny XIX-wiecznego dworu w Gardzienicach-Borku. Fotografia sprzed roku 2012. Obecnie dwór jest w trakcie odbudowy za sprawą prywatnego nabywcy.

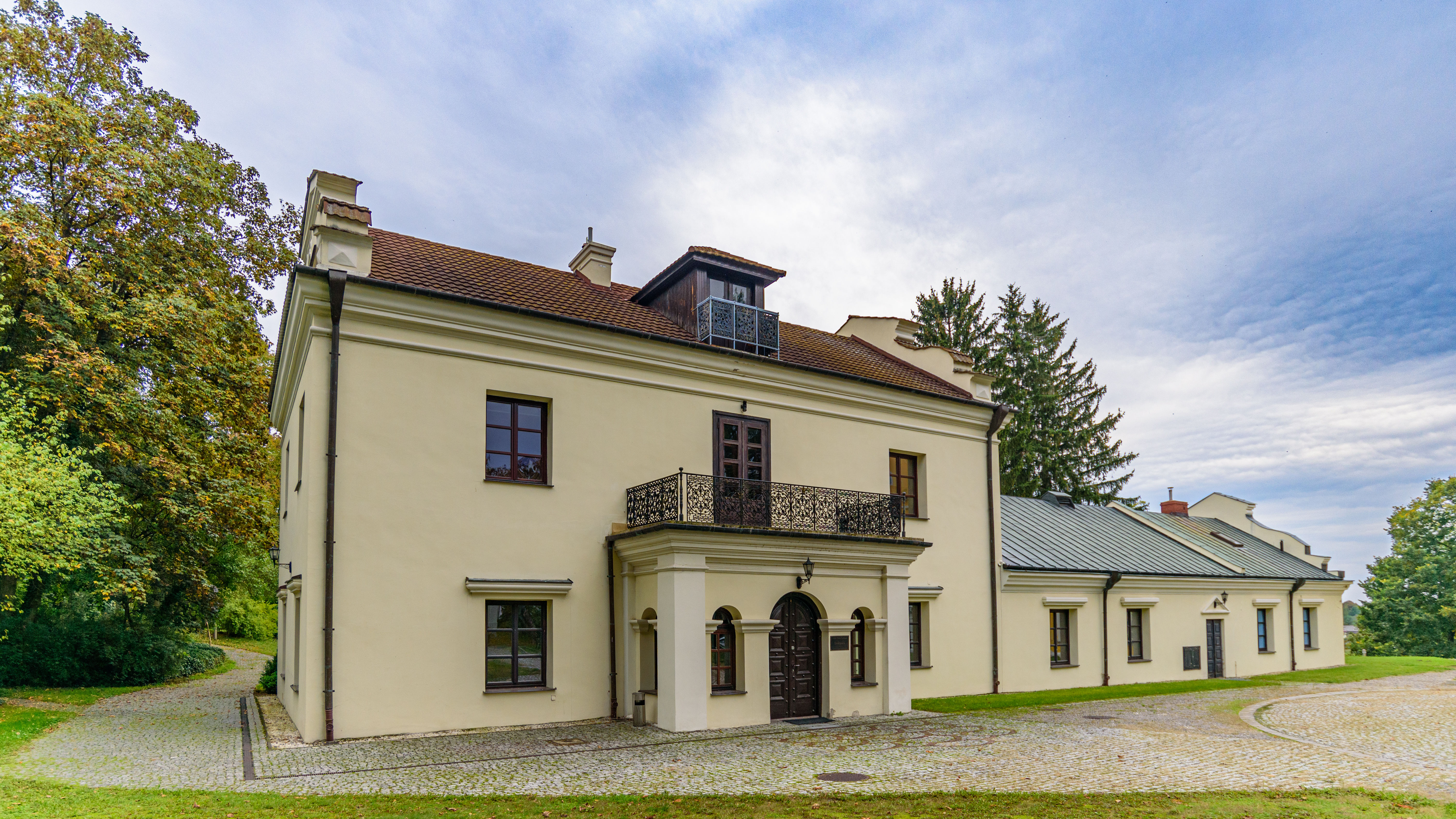
Oficyna Południowa z końca XVII wieku. W jednym z pomieszczeń, na ścianach, zachowały się oryginalne, XVII-wieczne, ręcznie malowane w kolorze biało-niebieskim, kafle holenderskie z Delftu oraz rokokowy kominek.

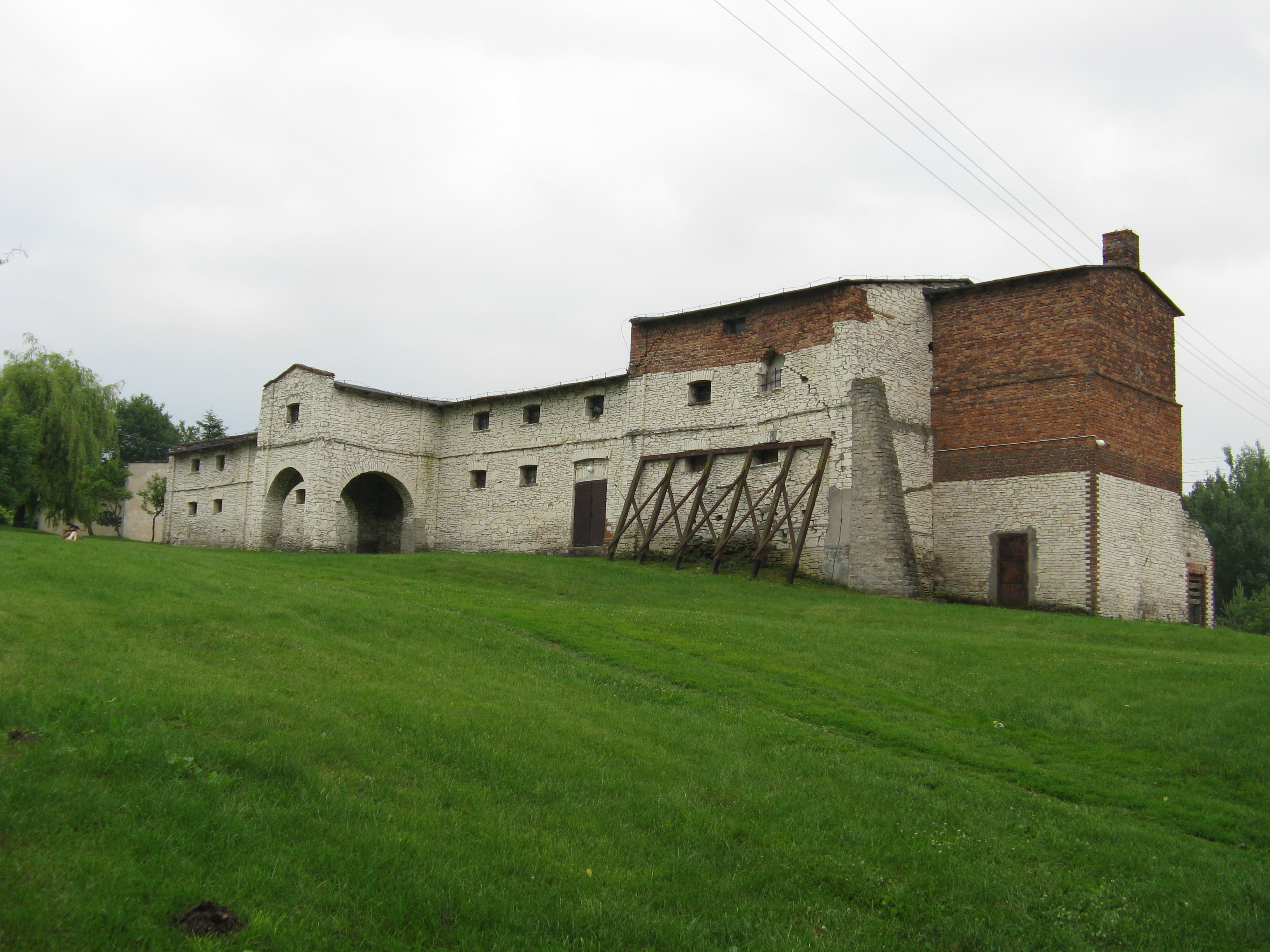
Spichlerz z połowy XIX wieku przed rozbiórką i przebudową na potrzeby teatralne w 2012 roku.

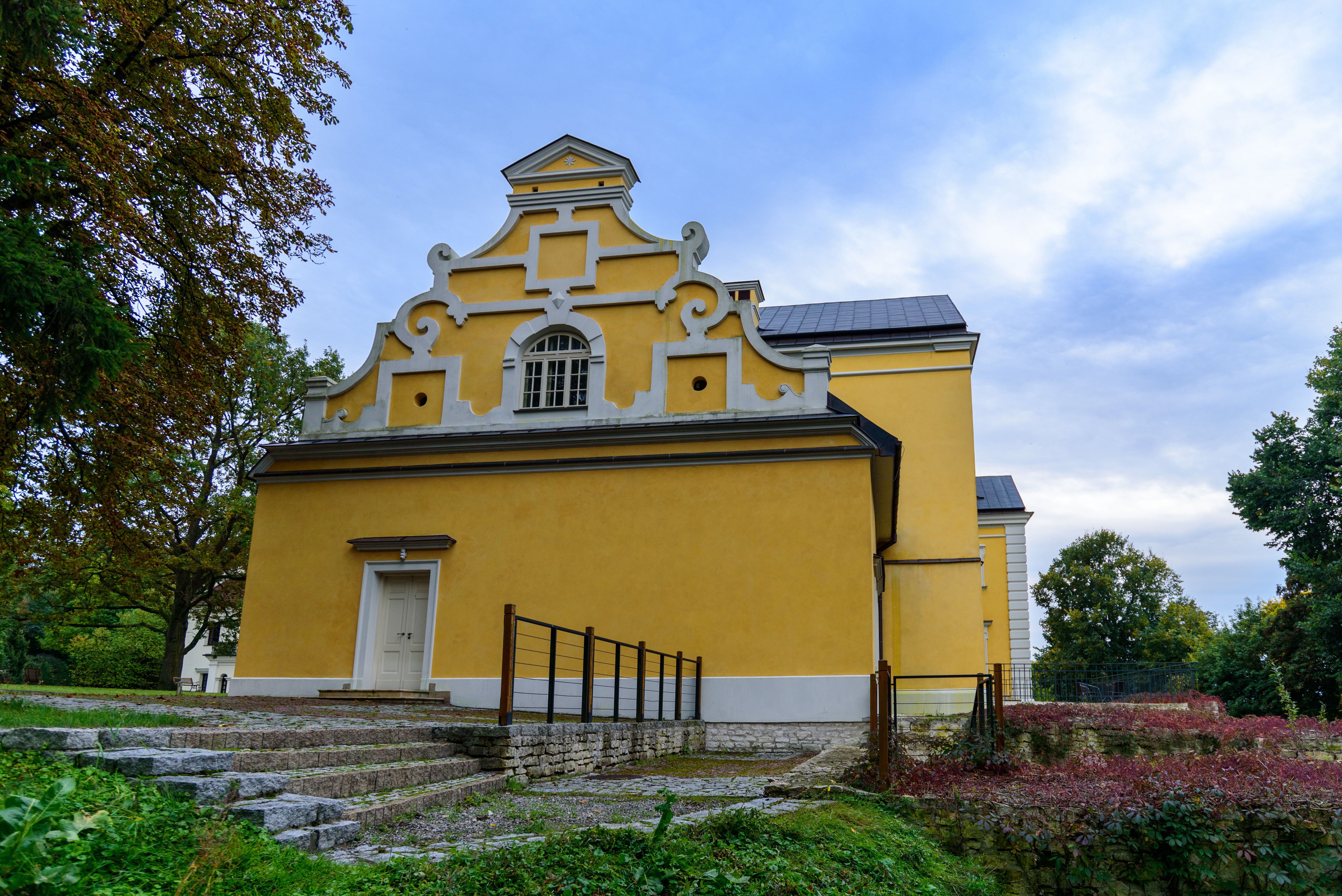
Najstarsza część pałacu z początku XVII wieku – część dawnej fortalicji – Kaplica braci polskich.

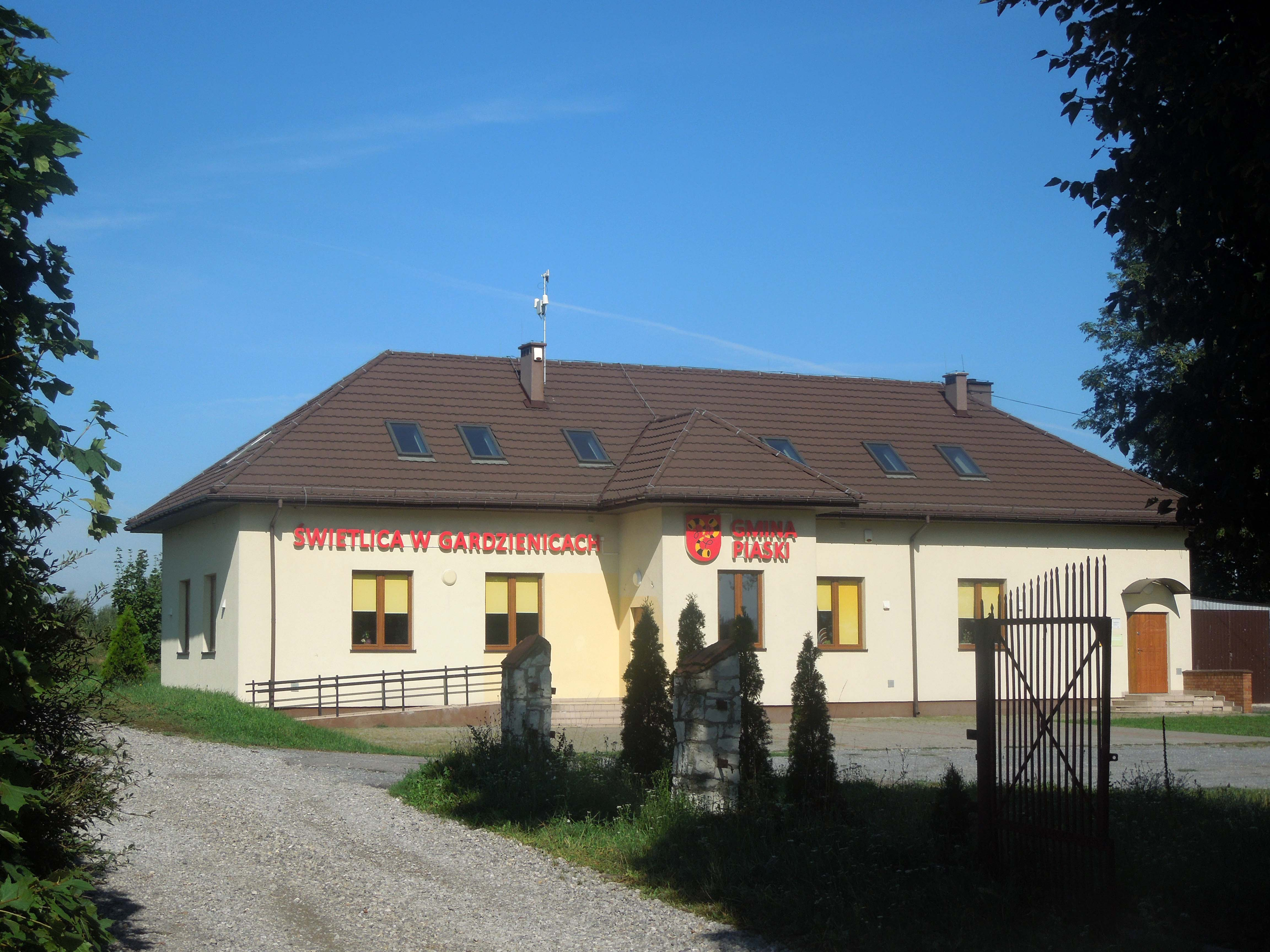
Świetlica w Gardzienicach

Gardzienice – historyczna nazwa wsi, obecnie obejmuje wsie Gardzienice Pierwsze i Gardzienice Drugie, w Polsce położona w województwie lubelskim, w powiecie świdnickim, w gminie Piaski.

## Historia
Już od czasów średniowiecznych były one własnością szlachecką. Pierwsze wzmianki o miejscowości sięgają 1409, kiedy to wymienia się Marka i Stefana, kmieci z Gardzinic. W 1410 pleban z Giełczwi (ówczesna parafia gardzienicka) ubiegał się u biskupa krakowskiego o dziesięcinę ściąganą z Gardzienic, która zostaje mu przyznana w połowie XV w.
W latach 1414–1416 Gardzienice były własnością (a przynajmniej ich część) szlachcica, Jana Gardzinki, od którego nazwiska najprawdopodobniej wywodzi się nazwa wsi. Tenże dziedzic jest później właścicielem sąsiednich Wygnanowic (1416–1419). W 1416 Piotr z Dominowa odstąpił wójtostwo w Gardzienicach – Piotrowi z Wilczopola, w zamian za część w Wilczopolu. Od tego roku wymienia się Wojciecha (1416–1418) i Chrola alias Chlora Rusina (1416–1419), kmieci z Gardzienic. W latach 1416–1420 sołtysem był szlachcic Piotr.
Dziedzicem Gardzienic w 1420 był Maciej z Suchodołów herbu Janina, starosta i sędzia lubelski. Dokumenty przytaczają również jego małżonkę Małgorzatę, córkę Stanisława z Kozic (1417–1419) i Piotra syna sędziego (1419–1430). W tym też roku wymienia się Grzegorza Gardzinkę i Macieja młynarza z Gardzienic. Wówczas też sąd ziemi lubelskiej postanawia, aby Mikołaj kmieć z Gutanowa do sześciu tygodni wrócił do wolnej karczmy w Gardzienicach, skąd zbiegł.
Następnym współwłaścicielem miejscowości w 1429 był Jan Postromieński. Dalej w Acta Officjalia w Archiwum Archidjecezjalnym w Lublinie wymieniony był w 1432 Marcin Penak (kmieć?) z Gardzienic.
W 1438 dziedzicem był Mikołaj, mąż Doroty (wym. 1445), który następnie w latach 1448–1470 był granicznym komornikiem lubelskim. W 1453 tenże Mikołaj odstępuje swą część – Garczynicze – bratu Maciejowi. Oznacza to, że miejscowość ta już była własnością kilku dziedziców. Stąd też w archiwaliach wymieniani są dalej: Maciej Deszeński (1441–1463), Jan z Gardzienic (1443–1476), oraz Mikołaj Postromieński (1451–1470) i jego żona Beata (1451–1454) – wpisana w „Lubelską księgę podkomorską piętnastego wieku” (L. Białkowski – Lublin 1934). Wspomniany powyżej Mikołaj Postromieński – różny od Mikołaja komornika lubelskiego – w 1460 sprzedał 5 łanów i rolę Obszarz, kasztelanowi poznańskiemu – Piotrowi z Szamotół, za 120 grzywien. W 1465 zakupił od Mikołaja Zasiekacza z Giełczwi alias Mękarzowic – brata Dobrogosta i Jana – 3,5 łanów w Giełczwi od granicy gardzienickiej do ostaszowskiej, łąkę pod groblą, łąkę przy granicy biskupickiej i łąkę Ostaszowską przy granicy Dobrogosta, za 70 grzywien, a niedługo później odkupił całą część Mikołaja Zasiekacza.
W dalszych latach dokumenty wymieniają następujących „gardzieniczan”: Mikołaj Miłek (1443), Mikołaj Suchodolski herbu Janina (1464) i Mikołaj z Gardzienic alias Idzikowic (1469). Prawdopodobne, owe przydomki określają jednego szlachcica posiadającego liczne posiadłości.
U Jana Długosza w części dzieła Liber Beneficiorum dioecesis Cracoviensis (t. II, s. 548–549) wyliczone są wszystkie miejscowości należące w 1470 do parafii Piasek alias Gyelczew. Znajdujemy tam między innymi Gardzynycze Nicolai..., Gardzynycze Gregori..., Gardzynycze Johannis... O wspomnianych przez Długosza dziedzicach znajdujemy również wzmianki w Lubelskich Księgach Ziemskich, w Archiwum Państwowym w Lublinie (I s.137, IV 175–261, V 55–369) z lat 1453–1471, gdzie opisany jest Grzegorz, brat Mikołaja oraz Jana z Czemiernik, który w 1456 zapisał żonie Annie 150 grzywien posagu i tyleż wiana. W latach 1457–1466 jednym z właścicieli Gardzienic był Jan Oleśnicki z Oleśnik, który w 1457 zastawił bratu Grzegorzowi młyn w Gardzienicach, za 26 grzywien, a w 1466 zapisał żonie Elżbiecie 100 grzywien posagu i tyle samo wiana. W 1466 wspominany był również szlachcic Jan Bolesławski z Gardzienic, a w latach 1468–1469 tenutariuszem (dzierżawcą) w Gardzienicach był Jan Łaszcz.
W okresie 1470–1480, z nadania księdza biskupa Zbigniewa (1444), płacona była dziesięcina wartości 4 grzywien z jednego łanu kmiecego w Gardzienicach – plebanowi w Biskupicach.
W 1469 ponownie pojawił się Jan z Gardzienic, który zapisał żonie Elżbiecie 100 grzywien posagu i tyleż wiana. On i jego wnukowie, synowie zmarłego Andrzeja wójta, sprzedali w 1464 wójtostwo Daćbogowi tenut (dzierżawcy) w Biskupicach za 70 grzywien. Wcześniej, bo w 1443, ów Jan zastawił kmiecia Mikołaja, zwanego Wycrzec z Oleśnik, za 10 grzywien – Mikołajowi Sosze. W archiwaliach z 1473 odnajdujemy Stanisława, syna Jana z Gardzienic. Wówczas Jan z Lipin, właściciel wsi: Żyrzyn, Borzyszczów, Niebrzegów i Pogonów, odstąpił je Janowi z Gardzienic i jego synowi – Stanisławowi – z dopłatą 500 grzywien, w zamian za wsie: Bolesław, Grądy, Świebodzin, Brzeźnica oraz 0,5 wsi Kanna z przewozem na Wiśle. Jan z Gardzienic i Kań (ziemia chełmska) wymieniony został w 1482.
Jan I Olbracht – w 1497 zobowiązał się zwrócić Janowi Janowskiemu z Gardzienic, 650 grzywien lub zapisać mu tę sumę na grobelnym lubelskim.
W 1529 wypłacana była dziesięcina z połowy łanu kmiecego, 6 grzywien – plebanowi w Biskupicach, oraz ról folwarcznych i części kmiecego, 3 grzywien – plebanowi w Piaskach. W latach 1531–1533 nastąpił pobór: z jednego łanu, z części należącej do dziedzica Kaniskiego (Jana z Kań?), z jednego łanu, z części należącej do Hanusa i z dwóch łanów i młyna, z części Żegoty. W XVI–XVII w. wieś Gardzienice należała do Snopkowskich herbu Rawicz. Największą część wsi posiadał od 1578 Jakub Snopkowski, po wdowie Katarzynie z Suchodolskich – wojski chełmski, który był właścicielem wsi jeszcze w 1597. Później majętność tę przejął jego syn Stefan, by w 1614 sprzedać ją Krzysztofowi Spinkowi, herbu Prus. Krzysztof Spinek w 1602 poślubił Helenę Orzechowską.
Tradycja umiejscawia w niższej części dzisiejszego pałacu zbór braci polskich, co nie znajduje jednak historycznego potwierdzenia i być może wynika z faktu, że Gardzienice były siedzibą rodu Orzechowskich – zamożnej, szlacheckiej rodziny braci polskich, która temu wyznaniu pozostała wierna aż do XVIII w.
Sam Krzysztof Spinek należał do wspólnoty braci polskich i to on najprawdopodobniej rozpoczął w 1612 budowę murowanego budynku, zwanego dziś Kaplicą braci polskich, który dopiero po okresie wojen szwedzkich przebudowany został na dwór obronny.
Po śmierci Krzysztofa w 1618 własność, wraz z niedokończoną budową przechodzi na najstarszego syna z rodzeństwa – Stanisława. Tenże Stanisław Spinek zastawia dobra w Gardzienicach i Woli Gardzienickiej za sumę 24 000 zł p. Abrahamowi Zbąskiemu, który następnie w 1627 przekazał największą część Gardzienic – Annie z Orzechowskich, wdowie po Krzysztofie Cikowskim – jako zastaw. Po śmierci Anny w 1633 zastaw przeszedł w ręce jej brata Stanisława Orzechowskiego, który był właścicielem wsi już w latach 1612–1621, oraz na dzieci po zmarłym bracie Pawle.
Z Pawłem Orzechowskim, synem podkomorzego chełmskiego i starosty suraskiego (zaufanego Jana Zamojskiego) również Pawła, związane jest – według niektórych źródeł – powstanie zespołu pałacowego z pięknym szczytem renesansowym. Przy jego budowie pracował Mikołaj Śmigiel (vel Slinger) – różnowierca, być może kalwin, mieszkający wówczas w Lublinie przy Krakowskim Przedmieściu.
Stanisław Orzechowski zastaw gardzienicki przekazał w 1634 Adamowi Lipskiemu. W 1637 zastaw wykupuje Andrzej Suchodolski herbu Janina, pozbawiając Spinków dziedzictwa na tej wsi. Dziedzicem Gardzienic po śmierci Andrzeja w 1638 zostaje jego syn Adam Suchodolski herbu Janina, który należąc do wspólnoty braci polskich, przeszedł w wyniku prześladowań na kalwinizm i staje się fundatorem zboru w Piaskach. W czasie najazdu wojsk tatarsko-kozackich Chmielnickiego na wschodnią Lubelszczyznę w 1648 dwór w Gardzienicach został doszczętnie zniszczony, a majątek rozgrabiony. Jeden z ówczesnych dzierżawców – Adam Wilczopolski – w późniejszych zeznaniach w grodzie lubelskim wspominał, iż „ze zdrowiem tylko z tej majętności ujeżdżał za nagłem i niespodziewanem Kozaków i Moskwy nastąpnieniem”.
W 1651 Adam Suchodolski przepisał majątek Gardzienice na brata stryjecznego – Mikołaja, dziedzica z Suchodół herbu Janina, Siedlisk i Izdebna. Następnie jeszcze tegoż roku przechodzą one jako zastaw na Andrzeja Załęskiego herbu Prus, chorążego nowogrodzkiego. Po jego śmierci, w 1653, zastaw przeszedł na Annę, wdowę po nim i ich dzieci.
W 1656 wojska szwedzkie, ścigając po wygranej bitwie pod Gołębiem rycerstwo polskie, napadły na Gardzienice i spaliły znajdujący się w przebudowie zamek.
W 1658 zastawcami są Aleksander na Szumsku Woronicz herbu Pawęza, cześnik kijowski i jego żona Katarzyna z Załęskich. Następnym właścicielem Gardzienic zostaje Adam Pszczółka Wilczopolski, który wykupuje je za 4000 zł p. W 1662 arendę przejął Aleksander Wielhorski, a już w 1676 płacił od swojej rodziny za osiem pachołków dworskich i 89 poddanych Wacław Wielchorski.
Wielhorscy przejęli zastaw od Woroniczów, a Wacław został dziedzicem Gardzienic od 1677, bo spłacił wierzycieli Suchodolskiego, który emigrował do Prus, w związku z popieraniem braci polskich. W tym też roku wieś została sprzedana za 25300 zł p. Wacławowi na Koniuchach Hulewiczowi herbu Nowina, kasztelanowi bracławskiemu. Wacław Hulewicz był rotmistrzem królewskim i walczył z nim między innymi pod Cudnowem, gdzie został „postrzelony z działa”.
Gardzienice warte w 1678 50 000 zł p. według informacji właściciela w zabezpieczeniu na rzecz małżonki Marianny Stępowskiej, od 1680 stały się własnością Stanisława Stefana Czarnieckiego, pisarza koronnego, syna najmłodszego brata hetmana, który poślubił tutejszą dziedziczkę Katarzynę Hulewiczówną, zwaną też Anną (Polski Słownik Biograficzny T. IV, Kraków 1998, s. 211–212). Od tej pory Gardzienice przechodzą na własność Czernieckich. Podawana tu przez Słownik Geograficzny Królestwa Polskiego, za „Tygodnikiem Ilustrowanym” informacja wiążąca wieś z osobą Stefana Czarnieckiego – hetmana polnego – jest błędna i wynika jedynie ze zbieżności imion.
W 1689 Gardzienice w wyniku małżeństwa córki Stefana i Katarzyny Czarnieckich – Zofii Anieli Czarnieckiej z Michałem Potockim, starostą krasnostawskim i koronnym pisarzem polnym, późniejszym wojewodą wołyńskim – stają się własnością Potockich. Na przełomie XVII i XVIII w. nowi właściciele rozbudowali dwór obronny, nadając mu bardziej reprezentacyjną formę pałacu. Można przypuszczać, że przy powstałym pałacu, założono zgodnie z wymogami baroku, niewielki ogród o geometrycznym zarysie. Brak jednak potwierdzających to źródeł.
Michał Potocki przekazał Gardzienice w 1724, tuż po śmierci żony, swojemu drugiemu synowi – Feliksowi Wincentemu Potockiemu, staroście krasnostawskiemu. Ten ożenił się z Marianną z Daniłłowiczów herbu Sas, która po śmierci męża w 1766 przejęła Gardzienice oraz Wojsławice, gdzie mieszkała do swojej śmierci w 1775. Później Gardzienice przeszły w ręce najmłodszej z córek Potockich, wydanej za Józefa Miączyńskiego herbu Suchekomnaty, który po pożarze w 1802 zamierza odbudować zniszczony pałac. Odrestaurowano wówczas jedynie dawne pokoje mieszkalne. Z kronik z tego okresu możemy dowiedzieć się, że w 1810 część zamku pokryta była słomą i gontem.
Późniejszy dziedzic Gardzienic – Adam Siedliski – po przejęciu pałacu w stanie bliskim ruinie, przekształcił go w spichlerz, przez co stracił on swą reprezentacyjną rolę rezydencji wraz z ogrodem, na rzecz najprawdopodobniej wschodniej oficyny. Następnym właścicielem dóbr i zamku w Gardzienicach był Józef Kalasanty Lemański herbu Bukowczyk, były oficer wojsk napoleońskich, ożeniony z Joanną z Lemańskich Lemańską.
W 1827 liczono tu 100 domów i 465 mieszkańców. Wówczas też na dobra gardzienickie składały się folwarki Gardzienice, Żegotów, Podgranicznik i Borek Folwark Borek w Gardzienicach.
W połowie XIX w. pałac odzyskuje funkcję rezydencjalną. Pałac wyremontowano, a przy nim założono z wykorzystaniem istniejącego drzewostanu, niewielki park o charakterze krajobrazowym, wydzielony murem od strony folwarku i od podnóża zadrzewionej skarpy. Zespół powiększa swe granice, tracąc jednak pierwotny charakter przestrzenny, zwartego założenia architektonicznego górującego nad doliną rzeki, o czytelnym obronnym rodowodzie. Z połowy XIX w. pochodzi też częściowo zachowany zespół folwarczny i niewielka, parterowa, północna oficyna – niegdyś kuchnia dworska.
Właścicielem Gardzienic w 1865 stał się Stefan Cześniak, który nabył je za 9750 rubli srebrnych. Wiemy, że obejmowały one wówczas łącznie 3474 morgów ziemi. Największy folwark Gardzienice posiadał 1689 morgów z 22 budynkami murowanymi i 14 drewnianymi. W skład pozostałych wchodziło po dwa budynki murowane i po dwa drewniane, gdzie największy areał gruntów ornych, o powierzchni 786 morgów, posiadał folwark Podgranicznik. Pozostałe to kolejno: folwark Żegotów 598 morgów i folwark Borek 401 morgów ziemi. We wszystkich folwarkach przeprowadzany był płodozmian czteropolowy. Do dworu należały również młyn wodny i prawdopodobnie karczma, a we wsi istniały obfite pokłady kamienia wapiennego. Gardzienice zamieszkiwało wówczas 73 osadników na 977 morgach gruntów, a na Woli Gardzienickiej było 22 osadników na 427 morgach.
W tym czasie powstała tu murowana, piętrowa gorzelnia z białego kamienia wapiennego, produkująca za 19 000 rubli srebrnych (rubel srébrem) i browar z produkcją na 5000 r. s. rocznie.
W 1873 Franciszek Kleniewski, herbu Zagłoba (1812–1883), zubożały szlachcic z Płockiego, który dorobił się majątku dzięki licznym dzierżawom majątków ziemskich, a później dzięki działalności przemysłowej, nabył dobra gardzienickie dla wnuka, syna jednej z córek. Najprawdopodobniej pod koniec XIX w. wyodrębniono kolonię nazwaną dzisiaj Podleski Kąt, która pozostała przy Lemańskich, a dalsza część została w 1893 sprzedana Augustowi Iwańskiemu, herbu Jastrzębiec.
Z początkiem XX w. Stefan Żeromski w Nałęczowie organizuje najpoważniejszą i najtrwalszą w skutkach inicjatywę, którą było powstanie towarzystwa „Światło”, które tak chlubnie zapisało się w dziejach polskiej oświaty. Miało ono duży wpływ na ówczesnych właścicieli Gardzienic.
W 1903 właścicielem Gardzienic jest Jan Serafin Iwański, syn Augusta, który w wyniku rewolucji sprzedaje je 23 grudnia 1919 za 1 010 000 r. s. i 430 000 koron Władysławowi Głogowskiemu herbu Grzymała, który gospodarzył w nim potem przez całe dwudziestolecie międzywojenne i okres wojny.
W tym okresie Głogowscy popadają w kłopoty finansowe. Następuje rozprzedanie kolejnych działek. Właściciele zamieszkują w oficynie. Pałac w zimie nie jest użytkowany, natomiast latem Władysław wraz z żoną Heleną organizują tu letnisko dla pracowników kolei. Stąd też w parku powstaje plac zabaw dla przyjezdnych dzieci.
Przed II wojną światową w Lesie Zwierzyńcu, który w przeszłości był zapewne miejscem polowań na dziką zwierzynę, znajdowało się kwadratowe, trawiaste boisko, gdzie urządzano zabawy i różnego rodzaju gry sportowe. Grywał tam w tenisa w młodości między innymi profesor Kierek, wykładowca ekonomiki politycznej na Akademii Rolniczej w Lublinie – przyjaciel Adama Głogowskiego – syna dziedzica. Pomiędzy parkiem dworskim a Lasem Zwierzyńcem znajduje się budynek zwany Rządcówką. W jego okolicy znajdowała się bażanciarnia, z której korzystali kolejni właściciele.
W okresie II wojny światowej majątek zajmowali Niemcy, a po wojnie w wyniku reformy rolnej z 1944 roku majątek znacjonalizowano. W zespole mieści się Liceum Rolnicze przeniesione tu z Krasnegostawu, później ośrodek kolonijny, Gromadzka Rada Narodowa, biblioteka i poczta. Od 1964 głównym użytkownikiem obiektu staje się Techniczny Uniwersytet Ludowy kształcący mechanizatorów, instruktorów ochrony roślin, księgowych kółek rolniczych, a następnie kadrę instruktorską dla wiejskich domów kultury. Organizowane są tu plenery malarskie i różnego rodzaju zabawy, a sala balowa odnajmowana jest na wesela. Użytkownikiem ziemi i budynków folwarcznych przez pewien okres była Rolnicza Spółdzielnia Produkcyjna, która w latach 90. XX w. przeszła w prywatne ręce i aktualnym użytkownikiem budynków i części pola jest Stanisław Kwiatosz, zaś pałac wraz z północną częścią parku i internatem stają się własnością Kuratorium Oświaty i Wychowania w Lublinie i podległy mu Zespół Szkół Zawodowych w Piaskach, później Skarbu Państwa, a ostatnio Starostwa Powiatowego w Świdniku. Jeszcze do niedawna organizowane tam były szkolenia zawodowe młodzieży pozaszkolnej.
Z początkiem lat 90. XX wieku z kompletnej ruiny została wydźwignięta oficyna południowa za sprawą – Ośrodka Praktyk Teatralnych „Gardzienice” Włodzimierza Staniewskiego. W 2008 również pałac przeszedł w posiadanie tejże instytucji. Obecnie dzięki pozyskanym środkom unijnym, w kwocie 17 mln PLN, zespół pałacowo parkowy w Gardzienicach wraz z budynkiem spichlerza z XIX wieku został wyremontowany, z przeznaczeniem na cele teatralne.
Generalnej odbudowie, za sprawą prywatnego właściciela, podlega również XIX-wieczny zespół dworsko parkowy w innej części Gardzienic zwanej przez mieszkańców Borkiem. Jest to dawny folwark gardzienicki, który w wieku XIX uniezależnił się od Gardzienic za sprawą rodu Lemańskich. Zespół parkowo dworski w Gardzienicach (Borku) znajduje się w odległości około kilometra na północ od zespołu pałacowego w Gardzienicach. Otacza go zabytkowy park z zachowanym starodrzewiem.
Spadkobiercami zespołu pałacowo-parkowego w Gardzienicach, będących obecnie w rękach Ośrodka Praktyk Teatralnych, oraz zespołu parkowo-dworskiego w Gardzienicach-Borku będącego w prywatnych rękach, jest Halina Głogowska, córka Władysława i Heleny, wdowa po Jerzym Rzewuskim, właścicielu folwarku Borek oraz jej syn i córka.

## Zabytki
- Pałac z 1610–1627 zbudowany w miejscu wcześniejszego zamku[4]. Przebudowany w 1 poł. XIX wieku i w XX wieku, nr rej.: A/451 z 21.12.70. W 1689 został rozbudowany w stylu barokowym przez Zofię i Michała Potockich. Od północy pozostała nieprzebudowana część dawnej fortalicji zwanej przez mieszkańców Kaplicą braci polskich, z początków XVII w. ze sklepieniami łukowymi z lunetami w narożach. Nakryta jest manierystycznym szczytem dachowym sprzed 1627. W latach 2011–2013 pałac wraz z Oficyną Południową, Oficyną Północną, spichlerzem i parkiem dworskim przeszedł całkowitą renowację i adaptację na potrzeby Ośrodka Praktyk Teatralnych.
- Oficyna Południowa z końca XVII w., przebudowana w XVIII w. oraz w latach 1986–1993 na potrzeby Ośrodka Praktyk Teatralnych „Gardzienice”. Na ścianach jednego z pomieszczeń części piętrowej, zwanego Salą Kafelkową, zachowały się ręcznie malowane w kolorze biało niebieskim, kafle holenderskie z Delftu z XVIII w. oraz rokokowy kominek z drugiej poł. XVIII wieku. nr rej.: A/451 z 15.01.1972.
- Oficyna Północna – dawna kuchnia dworska z połowy XIX wieku, o symetrycznej pozbawionej detalu elewacji. W latach 70. i 80. mieściła się tu poczta i biblioteka. Obecnie wyremontowana na potrzeby wystawiennicze O.P.T. „Gardzienice”
- Spichlerz z połowy XIX wieku – do niedawna najstarszy zachowany budynek folwarczny. W latach 2011–2013 rozebrany i odbudowany według pierwotnej bryły z adaptacją na potrzeby teatralne.
- Młynarzówka z końca XIX wieku – dom młynarza znajduje się w części Gardzienic Drugich zwanych Podzamczem. Do połowy lat 90. przy młynarzówce funkcjonował młyn (pierwotnie wodny), który spłonął w czerwcu 1996 roku.
- Dwór Rzewuskich z połowy XIX wieku (w trakcie odbudowy), znajdujący się w zabytkowym parku dworskim w części Gardzienic Drugich zwanych Borkiem. W sąsiedztwie parku zachowały się kamienne budynki folwarczne z końca XIX wieku – szopa, obora i czworak mieszkalny.
- Ruiny gorzelni z połowy XIX wieku (przed wjazdem do zespołu pałacowego w Gardzienicach Pierwszych)
- Ruiny Rządcówki z końca XIX wieku (przy parku w Gardzienicach Pierwszych)

## Turystyka

### Szlaki turystyczne
- Szlak Renesansu Lubelskiego